# Société royale égyptienne de papyrologie
Die Societé royale égyptienne de papyrologie (deutsch Königliche Ägyptische Papyrologische Gesellschaft) war eine Gesellschaft zur Erforschung von Papyri in Kairo. Sie besaß einige Papyri und veröffentlichte die Études de Papyrologie und die Publications de la Societé Royale Égyptienne de Papyrologie.
Die Gesellschaft wurde am 7. Mai 1930 durch den Ägyptologen Pierre Jouguet unter Schirmherrschaft des ägyptischen Königs Fu'ād I. als Société royale de papyrologie gegründet, 1939 wurde sie in Societé Fouad Ier de papyrologie umbenannt.
1946 erwarb sie den Papyrus Fouad 266, damals das zweitälteste Fragment eines biblischen Textes in griechischer Sprache überhaupt.
1948 starb Pierre Jouguet. Neuer Leiter wurde der Ägypter Zaki Aly. 1957 und 1971 erschienen weitere Publikationen. Die weitere Entwicklung der Gesellschaft ist unklar.
Der Großteil der Sammlung der Gesellschaft mit 303 Papyri befinden sich heute als Collection Fouad im Ägyptischen Museum in Kairo, die weiteren im Institut français d’archéologie orientale in Kairo.

## Publikationen (Auswahl)
- H. I. Bell. Etudes de Papyrologie, Tome Deuxième, Premier Fascicule. (Société Royale Égyptienne de Papyrologie.) Le Caire: Imprimerie de l’Institut Français d’Archéologie Orientale, 1933. (Besprechung: The Classical Review 48 (06), 1934, S. 241f.).
- C. H. Roberts. O. Guéraud, P. Jouguet: Un livre d’écolier du IIIe siécle avant J.-C. (Publications de la Societé Royale Égyptienne de Papyrologie; Textes et Documents, II.) Cairo: Institut français d’archéologie orientale, 1938.
- H. I. Bell. The Fouad I Papyri A. Bataille and Others: Les Papyrus Fouad I (Nos. 1–89). (Publications de la Société Fouad I de Papyrologie: Textes et Documents, III.) Cairo: Société Fouad I de Papyrologie, 1939. (Besprechung: The Classical Review 55 (01), 1941, S. 34–35).
- H. I. Bell. Papyrologica Études de Papyrologie, Bd. VI. (Société Fouad I de Papyrologie.) Cairo: Institut Francais d’Archéologie Orientale, 1940.
- C. Bailey. Epicurus, Πepi Φυσeωσ Achille Vogliano: I Resti Dell’ XI Libro Del Περ Φσεως di Epicuro. (Publications de la Societé Fouad I de Papyrologie: Textes et Documents, IV.) Cairo: Institut Français d’Archéologie Orientale, 1940.  (Besprechung: The Classical Review 61 (02) 1947, S. 57–59).
- C. C. Edgar: Zenon Papyri Nos. 59801–59853 (P. Cairo Zenon, Volume V). (Publications de la Société Fouad I de Papyrologie: Textes et Documents, V.) Cairo: Institut Français d’Archéologie Orientale, 1940.
- Girgis Mattha: Demotic Ostraka from the Collections at Oxford, Paris, Berlin, Vienna and Cairo. (Publications de la Société Fouad I de Papyrologie: Textes et Documents, VI). Cairo: Institut Francais d’Archéologie Orientale, 1945. (Besprechung: The Classical Review 61 (3–4), 1947, S. 124–125).
- Zaki Aly, New Data from The Zenon Papyri. (Études des Papyrologie, Bd. VIII). 1957[3]
- Études de Papyrologie. Bd. IX, Le Caire: Société royale de papyrologie, 1971 (letzter Band)